# Svéd férfi kézilabda-válogatott
A svéd férfi kézilabda-válogatott Svédország nemzeti férfi kézilabda-válogatottja, melyet a Svéd Kézilabda-szövetség irányít. Négyszeres világ- és ötszörös Európa-bajnok, valamint négyszeres olimpiai ezüstérmes.

## Részvételek

### Kézilabda-világbajnokság
- 1954 (rendező):
- 1958:
- 1961:
- 1964:
- 1967 (rendező): 5. hely
- 1970: 6. hely
- 1974: 10. hely
- 1978: 8. hely
- 1982: 11. hely
- 1986: 4. hely
- 1990:
- 1993 (rendező):  Bronz
- 1995:
- 1997:
- 1999:
- 2001:
- 2003: Középdöntő
- 2005: 11. hely
- 2007: nem jutott ki
- 2009: 7. hely
- 2011 (rendező): 4. hely
- 2013: nem jutott ki
- 2015: 10. hely
- 2017: 6. hely
- 2019: 5. hely
- 2021:
- 2023: (rendező) 4. hely
- 2025: 14. hely

### Kézilabda-Európa-bajnokság
- 1994: 1. hely
- 1996: 4. hely
- 1998: 1. hely
- 2000: 1. hely
- 2002 (rendező): 1. hely
- 2004: 7. hely
- 2006: nem jutott ki
- 2008: 5. hely
- 2010: 15. hely
- 2012: 12. hely
- 2014: 7. hely
- 2016: 8. hely
- 2018: 2. hely
- 2020: 7. hely
- 2022: 1. hely
- 2024: 3. hely

### Nyári olimpiai játékok
- 1936: nem jutott ki
- 1972: 7. hely
- 1976: nem jutott ki
- 1980: nem jutott ki
- 1984: 5. hely
- 1988: 5. hely
- 1992:
- 1996:
- 2000:
- 2004: nem jutott ki
- 2008: nem jutott ki
- 2012:
- 2016: 11. hely
- 2020: 5. hely
- 2024: 7. hely

## Híres egykori játékosok
- Per Carlén
- Bengt Johansson
- Stefan Lövgren
- Mats Olsson
- Staffan Olsson
- Magnus Wislander
- Magnus Andersson
- Ola Lindgren
- Erik Hajas

## Szövetségi kapitányok
- Bengt Johansson  (1988–2004)
- Ingemar Linnéll (2004–2008)
- Staffan Olsson  és Ola Lindgren  (2008–2016)
- Kristján Andrésson  (2016–2019)[1]
- Glenn Solberg  (2020–2024)[2]
- Michael Apelgren  (2024–)[3]

## Külső hivatkozások
- A nemzeti válogatott
- A Svéd Kézilabda-szövetség honlapja